# モフィリア
モフィリア（mofiria）は、ソニーが開発した生体認証技術のひとつである指静脈認証技術の名称である。

## 概要
使用者が近赤外の発光ダイオード（LED）とモノクロの電荷結合素子（CCD）カメラを備えた認証機器に指をかざし、血液中のヘモグロビンが近赤外光を反射・散乱することによって、指の第1関節と第2関節の間の静脈形状パターンを取得する、反射散乱方式を採用している。通常「テンプレート」と呼ばれる生体情報のサイズが他方式の静脈認証技術に比べて非常に小さい点が特長の一つである。
2009年12月に、認証機器の日本国内での販売を開始した。
2010年12月から、新設された株式会社モフィリアによって事業が承継されている。2014年12月には、世界で初めて無線での静脈の登録・認証を可能にしたBluetooth接続認証機器をリリースしている。